# Semente

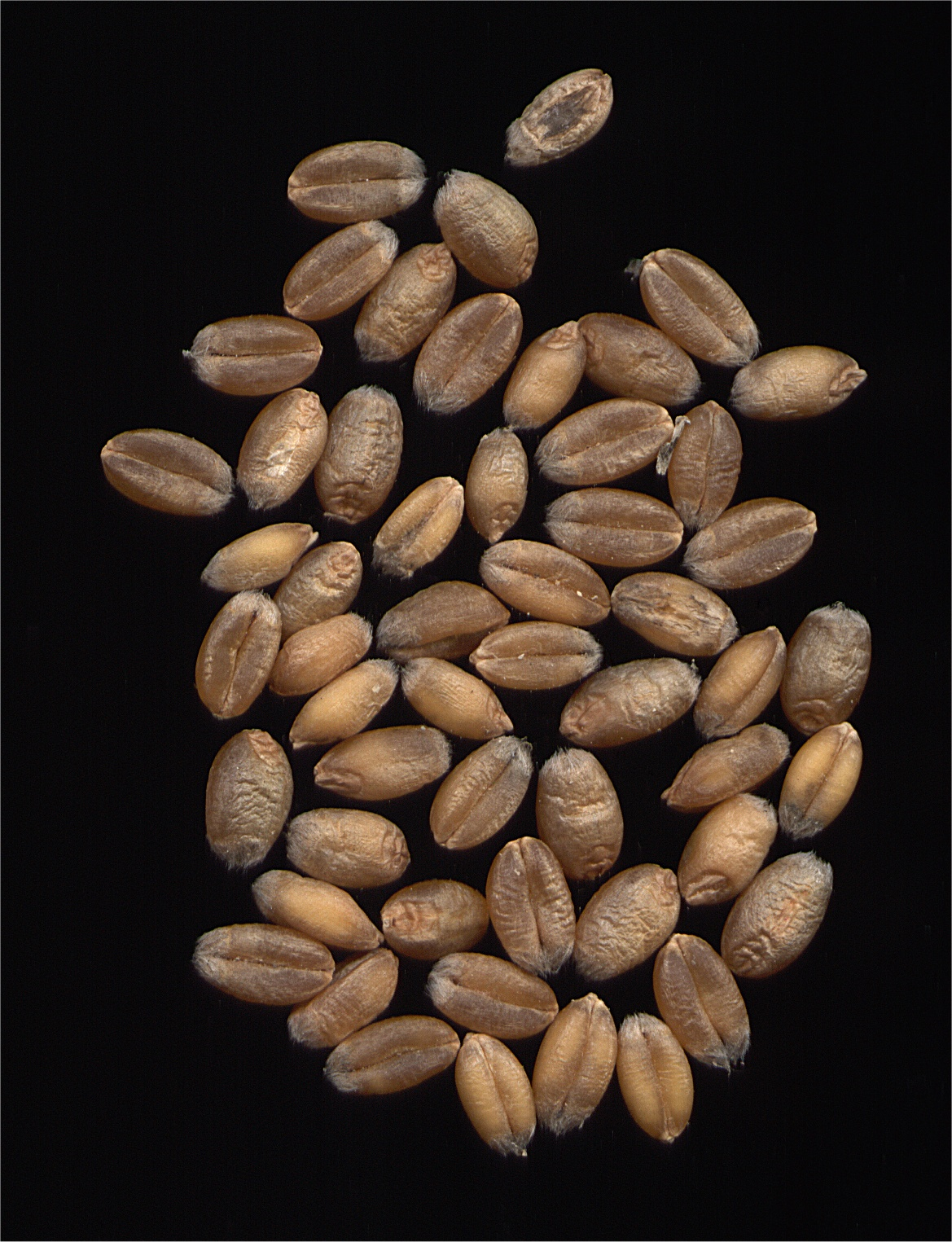
Sementes de trigo

Semente é o óvulo maduro e já fecundado das plantas gimnospermas ou angiospermas.
É formada por:
- tegumento ou casca (com a testa e o tegmen)
- embrião
- endosperma (que o envolve)

Sua importância está relacionada às formas mais primitivas de reprodução e dispersão e é atestada pelo sucesso destes dois grupos das plantas em dominar a paisagem.

## Anatomia das sementes

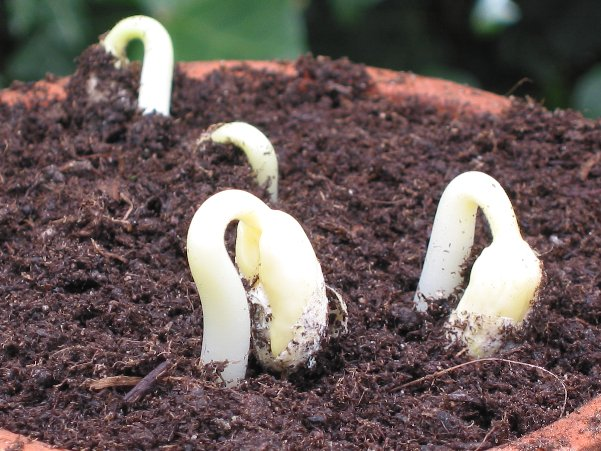
Germinação de sementes de feijão.

A semente amassada contém um suco a partir do qual a planta crescerá quando encontrar as condições desejadas. Também contém um suprimento de reserva que servirá para o primeiro estágio de desenvolvimento da planta, depois da formação completa dos órgãos responsáveis pela alimentação.  Este suprimento se desenvolve a partir de um embrião chamado fixosperma, proveniente da planta mãe. O endosperma torna-se rico em óleo ou amido e proteínas. Em algumas espécies, o embrião é envolto em endosperma, que será usado pela semente durante a germinação. Em outras palavras o endosperma é absorvido pelo embrião durante a formação da semente, e seus cotilédones passam a armazenar o alimento. As sementes destas espécies, quando maduras, passam a não ter mais endosperma.
O embrião da semente se divide em duas principais partes: radícula e gêmula. A radícula é a primeira parte da semente a emergir durante a germinação. É a parte do embrião da semente que irá de formar em raiz. A gêmula é a parte do embrião que originará as primeiras folhas da planta.
Exemplos de sementes com endosperma na maturidade: todas as coníferas e a maioria das monocotiledôneas.
Exemplos de sementes sem endosperma na maturidade, também conhecidas como ex-albuminosas: feijão, amendoim e soja.

Óvulo de gimnosperma à esquerda, de angiosperma à direita.

A parte externa da semente, o tegumento, desenvolve-se a partir do tecido que envolvia o óvulo – a parte mais externa deriva da primina, e a mais interna, da secundina. Tem bagagem genética da planta mãe.
Em sementes maduras, o tegumento pode formar uma fina camada ou uma camada espessa e resistente. Ela ajuda a proteger o embrião de injúrias mecânicas e perda excessiva de água. Para que o embrião germine, é preciso que o tegumento se rompa. Na maioria das espécies, isso acontece em contato com a água ou com um certo teor de umidade; em outras, é preciso que haja uma escarificação mecânica (uma quebra ou raspagem, que, na natureza, pode ser provocada por algum animal, ou pela própria queda da semente no chão), para que a água possa atingir o embrião. Outras sementes, ainda, precisam passar pelo trato digestivo de animais (ex: erva-de-passarinho) ou ser expostas a altas temperaturas (como algumas plantas do cerrado brasileiro, que germinam depois de um incêndio). Em certos casos, estruturas da própria semente produzem enzimas que degradam o tegumento a partir de estímulos do hormônio giberelina.
As sementes das angiospermas, em geral, formam-se e desenvolvem-se dentro do fruto. Em alguns casos os tecidos do fruto se soldam com o tegumento da semente e se confundem com ele, como por exemplo no milho e no girassol.
As sementes das gimnospermas começam o seu desenvolvimento descobertas, e são depois envoltas por estruturas chamadas pinhas ou cones (Ex: pinhão).

## Partes da semente
Tegumento: é o envoltório protetor da semente, originário dos tegumentos do óvulo. Sua resistência em geral, relaciona-se com a consistência do pericarpo. Em algumas sementes, o tegumento é constituído por duas partes: a testa, que é externa e espessa, e o tegmen, que é a parte interna, mais delgada. Estas partes correspondem, mas não obrigatoriamente à prima e secundina do óvulo.
Amêndoa: é a parte principal da semente. Corresponde à nucela do óvulo, um tanto modificada depois da fecundação. É protegida pelo tegumento e consta, em geral, de duas partes: embrião e albúmen.
Embrião: é a parte principal da semente. A experiência demonstra ser o embrião responsável pela origem do novo vegetal, quando há germinação da semente. Efetivamente, o embrião é um verdadeiro vegetal em estado potencial, com seus órgãos rudimentares, representados pela radícula, caulículo e gêmula.
A radícula dá origem a raiz, enquanto que, o caulículo origina o colo ou nó vital (região de transição entre a raiz e o caule); a gêmula se responsabiliza pelo desenvolvimento do caule e das folhas.
Os cotilédones são folhas modificadas que se traduzem em reservatórios de alimentos, utilizados pelo vegetal nos primórdios do seu desenvolvimento.
Albúmen
A reserva alimentar acumulada na semente, fora dos cotilédones. De acordo com a natureza das substâncias que o formam, o albúmen pode ser:
- amiláceo: se o amido for o seu principal componente. Exemplo: cereais.
- oleaginoso: quando há predominância dos lipídios. Exemplo: mamona.
- córneo: quando se apresenta rígido. Exemplo: café.

Arilo
A estrutura que deriva do funículo (pedúnculo do óvulo) após a fecundação e envolve o óvulo parcial ou totalmente;
Sarcotesta
Estrutura mucilaginosa que envolve a testa da semente, que se torna pulposa;
Hilo
A cicatriz deixada pelo funículo na base da semente;
Rafe
A parte do hilo que permanece unida ao tegumento, especialmente presente em óvulos anátropos (curvados);
Cicatriz da micrópila
A cicatriz deixada pela micrópila do óvulo, geralmente não visível a olho nu.

## A formação das sementes
A flor, após sofrer a diferenciação, desenvolve-se e, à semelhança de um ramo vegetativo, passa a constituir-se de um eixo (receptáculo) e de apêndices laterais, que são os órgãos florais.

### Formação do embrião
O zigoto diploide (proveniente da fusão do microgameta com a oosfera) divide-se em duas células. A mais externa, encostada à micrópila, por divisões sucessivas, forma um cordão, o suspensor, ligado por um lado ao saco embrionário, por onde recebe substâncias nutritivas. O suspensor tem vida efêmera. A mais interna, concomitantemente, por divisões sucessivas, forma o embrião, que é a futura planta.

## Função das sementes

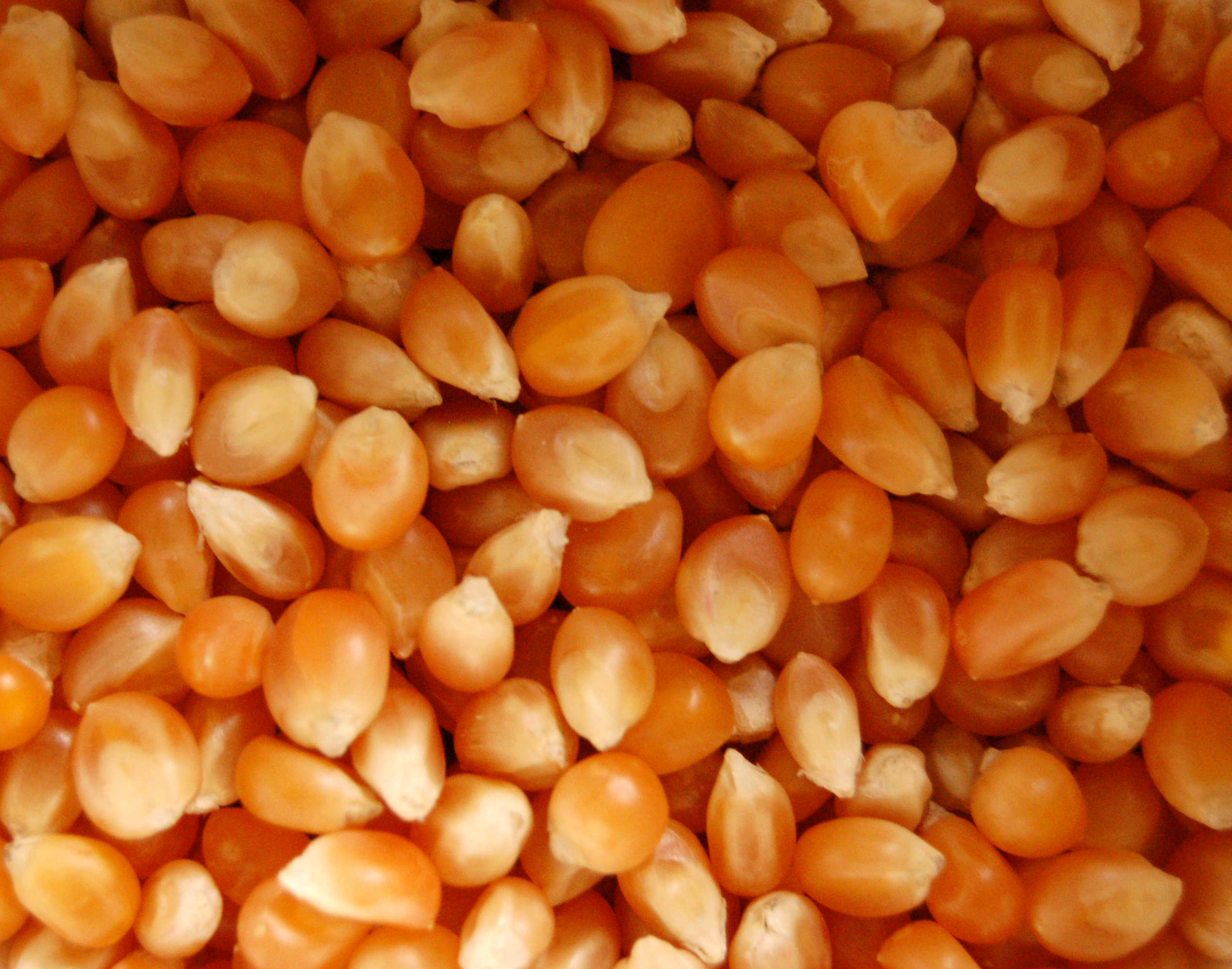
As sementes de milho, são exemplos de sementes que são comercializadas no mundo inteiro.

Diferentemente dos animais, as plantas são limitadas em sua habilidade de procurar condições favoráveis para sua vida e crescimento. Como consequência, elas desenvolveram muitas maneiras de dispersão e distribuição da sua população através das sementes. Pode ser na terra, na água no caso das plantas aquáticas e até em rochas.
Uma semente precisa chegar de alguma maneira a um local e precisa estar lá enquanto houver condições favoráveis à germinação e crescimento. Em alguns casos, as propriedades que contribuem com este movimento das próximas gerações para longe da planta mãe estão mais ligadas a propriedades do fruto do que da semente e, em alguns casos, a uma mistura dos dois.
As sementes também possuem um mecanismo de proteção da próxima geração, evitando que a planta germine em condições desfavoráveis ao crescimento. Em áreas de invernos rigorosos, as sementes podem passar o inverno todo debaixo da neve, dormentes, só germinando na primavera. Esta mesma propriedade forma o banco de sementes em algumas florestas: as sementes ficam no solo até que alguma árvore mais velha caia e abra uma clareira, permitindo que a luz entre e que novas sementes germinem. Em muitas espécies, a estratégia é a mais simples: produzir o maior número de sementes. Esta estratégia funciona, mas exige o investimento de uma grande quantidade de energia por parte da planta, de forma que a relação custo-benefício pode ficar próxima da produção de poucas sementes altamente especializadas. As sementes são órgãos reprodutores, como a flor e o fruto.